# 復讐は俺がやる DISTANT JUSTICE
『復讐は俺がやる DISTANT JUSTICE』（ふくしゅうはおれがやる）は、1992年12月1日に東映ビデオから発売された日本のビデオ映画。アメリカとの合同スタッフによって製作された、東映Vシネマの派生レーベル「東映Vアメリカ」の第1弾作品である。

## あらすじ
家族旅行でボストンを訪れた元刑事・結城亮一。しかし楽しいはずの旅行は突如悲劇と化す。妻の比呂子が何者かに殺され、娘の櫻が連れ去られたのだ。事件の背後に巨大な組織が絡んでいるとにらんだ亮一は、旧友で現地の警察署長のトム・ブラッドフィールドの協力を得て、必死の捜査を開始する。

## スタッフ
- 監督：村川透
- 脚本：田部俊行
- 共同製作総指揮：黒澤満、ジョセフ・ウルフ
- 製作総指揮：渡邊亮徳
- 製作：サイモン・ツェー、ブラッドリー・ホン
- 製作補：アラジン・ポジャン、丸久生
- 音楽：ポール・ギルマン
- 撮影監督：フィル・パーメット
- 撮影協力：カリフォルニア州フィルムコミッション、セントラル・アーツ
- 制作プロダクション：サン・ストライプ・ピクチャーズ
- 製作協力：S.T.P.インターナショナル
- 製作：東映ビデオ

## キャスト
- 結城亮一：菅原文太
- トム・ブラッドフィールド署長：ジョージ・ケネディ（吹替：大平透）
- ジョー・フォーリー：デビッド・キャラダイン（吹替：羽佐間道夫）
- チャーリー・ギブンズ：エリック・ルーツ（英語版）（吹替：山寺宏一）
- 結城比呂子：野際陽子
- 結城櫻：菅原さくら
- ダニー・ラージェント部長：ジョン・フィオーレ
- ラリー・メンザ：ピート・コブナー
- ジャキー：ウェズリー・クラーク
- バート：ジェレーム・グッドウィン
- ロイ・ペノーラ：ジム・ラヴレット
- ハンナ・ブラッドフィールド：マリリン・ウルフ